# Funicolare Vellone-Sacro Monte
La funicolare Vellone-Sacro Monte collega la valle del Vellone con il borgo di Santa Maria del Monte, dove si trova il Sacro Monte di Varese con il celebre santuario dedicato alla Madonna.
Inaugurata una prima volta nel 1909, fu chiusa nel 1953, per poi essere ricostruita e riaperta nel 2000. Nella configurazione originaria l'impianto faceva parte di un insieme integrato di collegamento con Varese che comprendeva anche la funicolare Vellone-Campo dei Fiori e la Varese-Prima Cappella-Vellone, integrata nella rete tranviaria di Varese.

## Storia

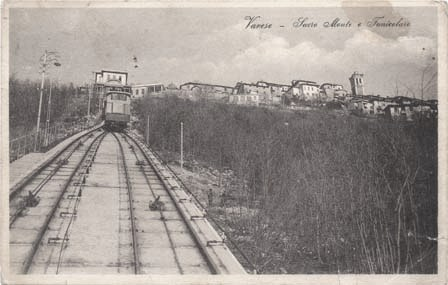
Veduta complessiva del primo impianto.

Alla fine dell'Ottocento Varese rappresentava un'importante località turistica europea e a motivo di ciò la Società Anonima Grandi Alberghi Varesini intraprese un programma di investimenti immobiliari realizzando numerose ville nel circondario. Tale situazione aveva già portato la Società Varesina per Imprese Elettriche (SVIE) a realizzare la tranvia Varese-Prima Cappella, inaugurata nel 1895. La costruzione di un raccordo in galleria con caratteristiche di ferrovia di montagna consentì nel 1906 di prolungare tale impianto fino ai piedi del Sacro Monte, nella valle del torrente Vellone.
Il 6 maggio 1909 fu inaugurata la funicolare che consentiva il collegamento fra il capolinea tranviario e il Sacro Monte ottenendo un notevole successo di pubblico, con 94.674 passeggeri trasportati nel primo anno di esercizio.
Il 20 aprile 1911 fu attivato un secondo impianto di questo tipo, la funicolare Vellone-Campo dei Fiori, che condivideva con quella del Sacro Monte il capolinea inferiore.

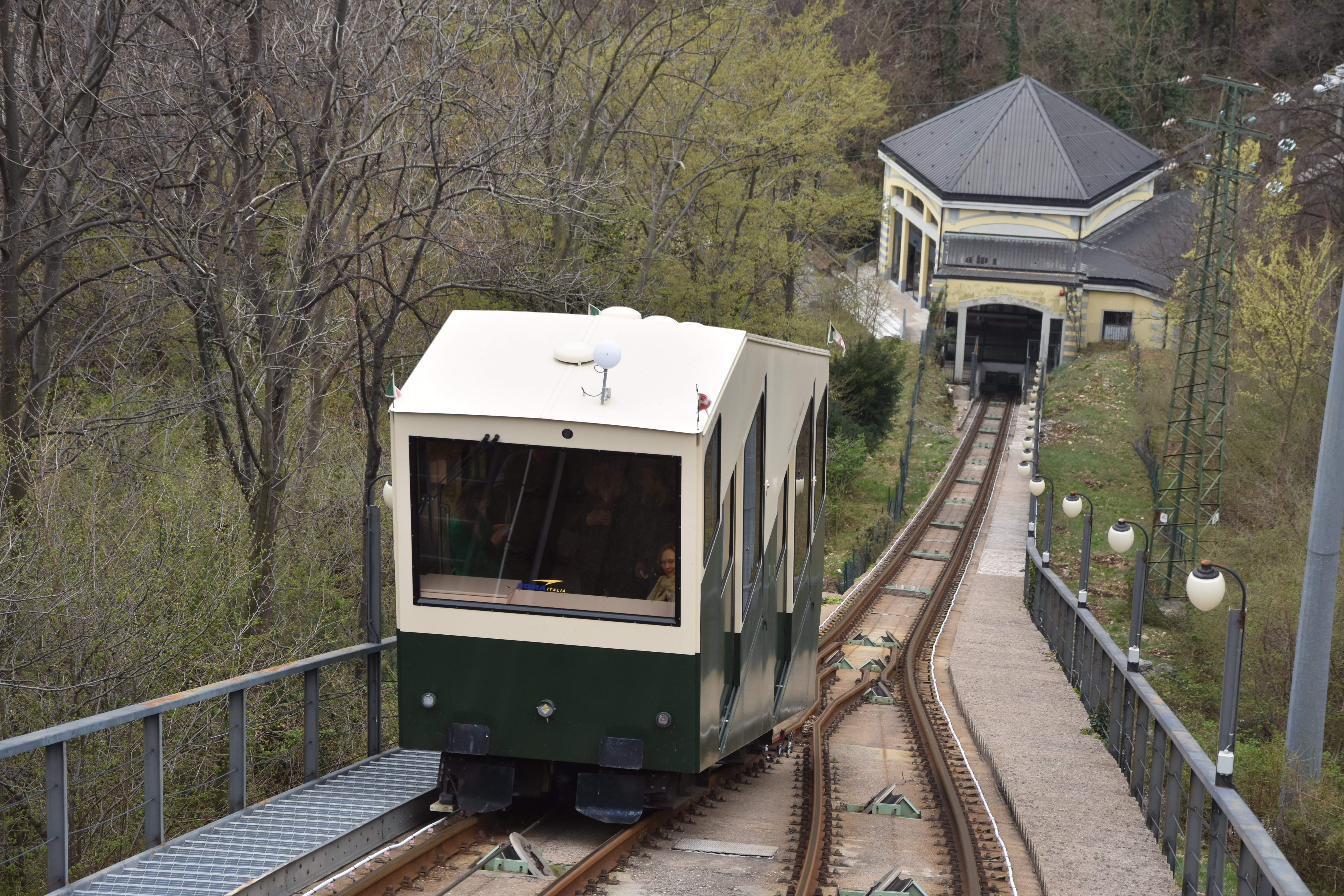
Vettura in salita e stazione a valle.

Cessate le ostilità della prima guerra mondiale il traffico riprese a crescere, facendo registrare punte di traffico significative negli anni trenta. Il secondo conflitto, durante il quale la funicolare fu utilizzata per il trasporto degli sfollati registrando 240.000 persone e 168 tonnellate di merci trasportate ancora nel 1947, portò tuttavia ad un radicale cambiamento nell'economia e nelle abitudini dei cittadini, che favorì il declino degli impianti di trasporto su sede fissa; negli anni quaranta il Comune di Varese espresse la volontà di sostituire la funicolare con un servizio automobilistico il quale, nonostante l'opposizione della società esercente, fu attivato il 31 agosto 1953, portando alla soppressione della rete tranviaria e delle due funicolari.
Della riapertura dell'impianto si tornò a parlare concretamente nel 1986 allorché venne affidato alle Ferrovie Nord Milano il relativo studio di fattibilità. Ottenuti i necessari finanziamenti l'appalto dei lavori fu bandito nel 1995 e affidato l'anno successivo alla Poma. Frattanto era stato limitato l'accesso alle automobili sia al Campo dei Fiori che al Sacro Monte.
Dopo l'arrivo delle nuove vetture avvenuto nel 1998 e la necessaria fase di preesercizio, l'impianto fu presentato alla stampa nel 1999. Alcuni ritardi fecero tuttavia slittare la riapertura all'anno successivo. Il 29 luglio 2000 tutto era ormai pronto e la funicolare fu solennemente inaugurata, a distanza di quarantasette anni dall'ultima corsa sulla sua sede.
| Unknown route-map component "d" | Unknown route-map component "d" | Unknown route-map component "d" | Unknown route-map component "d" + Unknown route-map component "udKBHFa-L" | Unknown route-map component "uextdKBHFe-R" |  |

| Urban straight track |

| Unknown route-map component "uSPLa" |

| Unknown route-map component "uSPLe" |

| Urban straight track |

| Urban End station |

## Caratteristiche

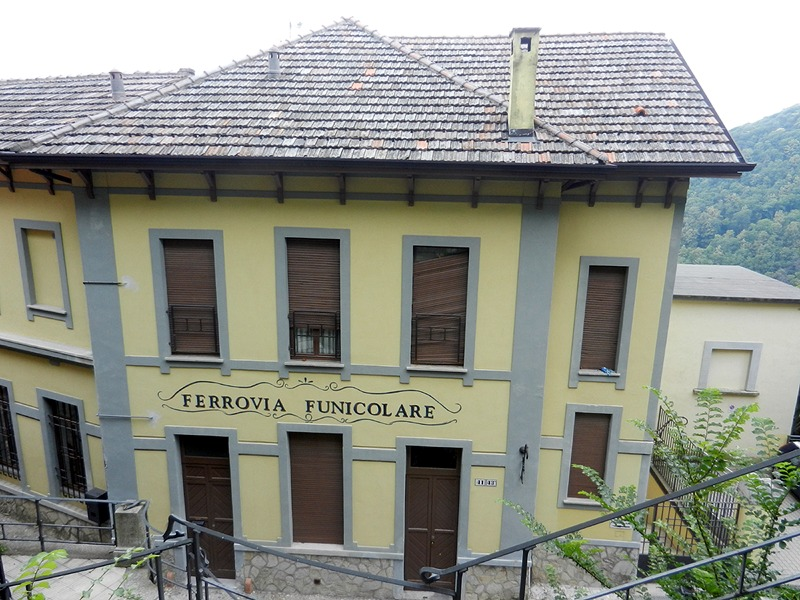
Stazione a monte.

L'impianto copre un dislivello di 167,4 metri fino al capolinea a monte, situato a 800 metri sul mare, con un percorso lungo 390 metri. La pendenza è compresa fra il 505 e il 565 per mille.
La linea correva in rilevato fra la brughiera e comprende dall'inizio due ponti a sei arcate lunghi rispettivamente 5 e 6 metri. Il binario era inizialmente armato a scartamento metrico con rotaie Vignoles da 25 kg/m, sostituite negli anni novanta con il più pesante armamento 50 UNI.
Le vetture originarie erano di costruzione Ceretti & Tanfani e avevano una capienza di 60 passeggeri, in seguito sostituite da analoghi veicoli forniti dalla Macchi lunghi 8 metri. Le vetture entrate in servizio dopo la ricostruzione, realizzate dalla Agudio, sono lunghe 7,18 metri, hanno una massa a vuoto di 8 tonnellate e possono portare 55+1 passeggeri.
L'originario argano, posto presso la stazione a monte, era dotato di due motori da 52 kW; quello installato alla ricostruzione ha una potenza di 116 kW.